# Wereldbeker snowboarden 2013/2014
De wereldbeker snowboarden 2013/2014 (officieel: FIS World Cup Snowboard 2013/2014) begon op 19 augustus 2013 in het Nieuw-Zeelandse Cardrona en eindigde op 15 maart 2014 in de Spaanse La Molina.

## Mannen

### Uitslagen
Legenda
- PGS = Parallelreuzenslalom
- PSL = Parallelslalom
- SBX = Snowboardcross
- HP = Halfpipe
- SBS = Slopestyle
- BA = Big air

| Datum                                                                                                  | Plaats           | Onderdeel   | Eerste                               | Tweede                        | Derde                                |
| --- | ---------------- | ----------- | ------------------------------------ | ----------------------------- | ------------------------------------ |
| 19/08/2013                                                                                             | Cardrona         | SBS         | Afgelast                             | Afgelast                      | Afgelast                             |
| 24/08/2013                                                                                             | Cardrona         | HP          | Ayumu Hirano                         | Taku Hiraoka                  | Christian Haller                     |
| 07/12/2013                                                                                             | Montafon         | SBX         | Markus Schairer                      | Omar Visintin                 | Kevin Hill                           |
| 08/12/2013                                                                                             | Montafon         | SBX (teams) | Duitsland Konstantin Schad Paul Berg | Canada Kevin Hill Jake Holden | Italië Luca Matteotti Michele Godino |
| 13/12/2013                                                                                             | Ruka             | HP          | Janne Korpi                          | Johann Baisamy                | Markus Malin                         |
| 13/12/2013                                                                                             | Carezza          | PGS         | Anton Unterkofler                    | Žan Košir                     | Lukas Mathies                        |
| 14/12/2013                                                                                             | Carezza          | PSL         | Sylvain Dufour                       | Alexander Payer               | Lukas Mathies                        |
| 21/12/2013                                                                                             | Copper Mountain  | HP          | Taylor Gold                          | Greg Bretz                    | Ben Ferguson                         |
| 22/12/2013                                                                                             | Copper Mountain  | SBS         | Ståle Sandbech                       | Torstein Horgmo               | Shaun White                          |
| 21/12/2013                                                                                             | Lake Louise      | SBX         | Jarryd Hughes                        | Konstantin Schad              | Alex Deibold                         |
| 10/01/2014                                                                                             | Bad Gastein      | PSL         | Alexander Bergmann                   | Andreas Prommegger            | Aaron March                          |
| 12/01/2014                                                                                             | Bad Gastein      | PSL         | Vic Wild                             | Žan Košir                     | Simon Schoch                         |
| 12/01/2014                                                                                             | Andorra la Vella | SBX         | Trevor Jacob                         | Stian Sivertzen               | Omar Visintin                        |
| 12/01/2014                                                                                             | Andorra la Vella | SBX         | Omar Visintin                        | Lucas Eguibar                 | Luca Matteotti                       |
| 17/01/2014                                                                                             | Stoneham         | BA          | Petja Piiroinen                      | Mans Hedberg                  | Antoine Truchon                      |
| 18/01/2014                                                                                             | Stoneham         | HP          | Ryo Aono                             | Jan Scherrer                  | Scotty James                         |
| 19/01/2014                                                                                             | Stoneham         | SBS         | Maxence Parrot                       | Niklas Mattsson               | Torgeir Bergrem                      |
| 18/01/2014                                                                                             | Veysonnaz        | SBX         | Afgelast                             | Afgelast                      | Afgelast                             |
| 19/01/2014                                                                                             | Veysonnaz        | SBX (teams) | Afgelast                             | Afgelast                      | Afgelast                             |
| 18/01/2014                                                                                             | Rogla            | PGS         | Lukas Mathies                        | Žan Košir                     | Sylvain Dufour                       |
| 01/02/2014                                                                                             | Sudelfeld        | PGS         | Sylvain Dufour                       | Lukas Mathies                 | Justin Reiter                        |
| 7 tot en met 23 februari 2014: Olympische Winterspelen 2014 in Sotsji (telt niet mee voor wereldbeker) |                  |             |                                      |                               |                                      |
| 06/03/2014                                                                                             | Kreischberg      | SBS         | Måns Hedberg                         | Petja Piiroinen               | Philipp Kundratitz                   |
| 11/03/2014                                                                                             | Veysonnaz        | SBX         | Fabio Cordi                          | Anton Lindfors                | Christopher Robanske                 |
| 15/03/2014                                                                                             | La Molina        | SBX         | Paul Berg                            | Nikolaj Oljoenin              | Regino Hernandez                     |

### Eindstanden
| Parallel (PSL+PGS) | Parallel (PSL+PGS) | Parallel (PSL+PGS) | Parallel (PSL+PGS) |
| #                  | Naam               | Land               | Punten             |
| ------------------ | ------------------ | ------------------ | ------------------ |
| 1                  | Lukas Mathies      | AUT                | 3740               |
| 2                  | Sylvain Dufour     | FRA                | 3500               |
| 3                  | Žan Košir          | SLO                | 2850               |
| 4                  | Vic Wild           | RUS                | 2285               |
| 5                  | Nevin Galmarini    | SUI                | 2020               |
| 6                  | Simon Schoch       | SUI                | 1932               |
| 7                  | Andreas Prommegger | AUT                | 1900               |
| 8                  | Rok Marguč         | SLO                | 1770               |
| 9                  | Benjamin Karl      | AUT                | 1610               |
| 10                 | Aaron March        | ITA                | 1570               |

| Freestyle (BA/HP/SBS) | Freestyle (BA/HP/SBS) | Freestyle (BA/HP/SBS) | Freestyle (BA/HP/SBS) |
| #                     | Naam                  | Land                  | Punten                |
| --------------------- | --------------------- | --------------------- | --------------------- |
| 1                     | Måns Hedberg          | SWE                   | 2260                  |
| 2                     | Petja Piiroinen       | FIN                   | 2060                  |
| 3                     | Scotty James          | AUS                   | 1980                  |
| 4                     | Maxence Parrot        | CAN                   | 1620                  |
| 5                     | Johann Baisamy        | FRA                   | 1362                  |
| 6                     | Ryo Aono              | JPN                   | 1258                  |
| 7                     | Greg Bretz            | USA                   | 1250                  |
| 7                     | Taku Hiraoka          | JPN                   | 1250                  |
| 9                     | Taylor Gold           | USA                   | 1220                  |
| 10                    | Jan Scherrer          | SUI                   | 1210                  |

| Snowboardcross (SBX) | Snowboardcross (SBX) | Snowboardcross (SBX) | Snowboardcross (SBX) |
| #                    | Naam                 | Land                 | Punten               |
| -------------------- | -------------------- | -------------------- | -------------------- |
| 1                    | Omar Visintin        | ITA                  | 3076                 |
| 2                    | Paul Berg            | GER                  | 2150                 |
| 3                    | Christopher Robanske | CAN                  | 2120                 |
| 4                    | Jarryd Hughes        | AUS                  | 2090                 |
| 5                    | Konstantin Schad     | GER                  | 2074                 |
| 6                    | Kevin Hill           | CAN                  | 1722                 |
| 7                    | Anton Lindfors       | FIN                  | 1670                 |
| 8                    | Lucas Eguibar        | ESP                  | 1542                 |
| 9                    | Nikolaj Oljoenin     | RUS                  | 1509                 |
| 10                   | Luca Matteotti       | ITA                  | 1507                 |

| Parallelslalom (PSL) | Parallelslalom (PSL) | Parallelslalom (PSL) | Parallelslalom (PSL) |
| #                    | Naam                 | Land                 | Punten               |
| -------------------- | -------------------- | -------------------- | -------------------- |
| 1                    | Sylvain Dufour       | FRA                  | 1740                 |
| 2                    | Simon Schoch         | SUI                  | 1460                 |
| 3                    | Lukas Mathies        | AUT                  | 1340                 |
| 4                    | Žan Košir            | SLO                  | 1250                 |
| 5                    | Andreas Prommegger   | AUT                  | 1200                 |
| 6                    | Vic Wild             | RUS                  | 1155                 |
| 7                    | Nevin Galmarini      | SUI                  | 1120                 |
| 8                    | Alexander Bergmann   | GER                  | 1017                 |
| 9                    | Alexander Payer      | AUT                  | 974                  |
| 10                   | Benjamin Karl        | AUT                  | 920                  |

| Halfpipe (HP) | Halfpipe (HP)    | Halfpipe (HP) | Halfpipe (HP) |
| #             | Naam             | Land          | Punten        |
| ------------- | ---------------- | ------------- | ------------- |
| 1             | Scotty James     | AUS           | 1400          |
| 2             | Johann Baisamy   | FRA           | 1362          |
| 3             | Ryo Aono         | JPN           | 1258          |
| 4             | Greg Bretz       | USA           | 1250          |
| 4             | Taku Hiraoka     | JPN           | 1250          |
| 6             | Taylor Gold      | USA           | 1220          |
| 7             | Ayumu Hirano     | JPN           | 1200          |
| 8             | Dolf van der Wal | NED           | 1055          |
| 9             | Janne Korpi      | FIN           | 1039          |
| 10            | Jan Scherrer     | SUI           | 1010          |

| Parallelreuzenslalom (PGS) | Parallelreuzenslalom (PGS) | Parallelreuzenslalom (PGS) | Parallelreuzenslalom (PGS) |
| #                          | Naam                       | Land                       | Punten                     |
| -------------------------- | -------------------------- | -------------------------- | -------------------------- |
| 1                          | Lukas Mathies              | AUT                        | 2400                       |
| 2                          | Sylvain Dufour             | FRA                        | 1760                       |
| 3                          | Žan Košir                  | SLO                        | 1600                       |
| 4                          | Vic Wild                   | RUS                        | 1130                       |
| 5                          | Anton Unterkofler          | AUT                        | 1130                       |
| 6                          | Rok Marguč                 | SLO                        | 1040                       |
| 7                          | Nevin Galmarini            | SUI                        | 900                        |
| 8                          | Justin Reiter              | USA                        | 745                        |
| 9                          | Andreas Prommegger         | AUT                        | 700                        |
| 10                         | Benjamin Karl              | AUT                        | 690                        |

| Slopestyle (SBS) | Slopestyle (SBS)   | Slopestyle (SBS) | Slopestyle (SBS) |
| #                | Naam               | Land             | Punten           |
| ---------------- | ------------------ | ---------------- | ---------------- |
| 1                | Måns Hedberg       | SWE              | 1460             |
| 2                | Maxence Parrot     | CAN              | 1120             |
| 3                | Petja Piiroinen    | FIN              | 1060             |
| 4                | Ståle Sandbech     | NOR              | 1000             |
| 5                | Niklas Mattsson    | SWE              | 840              |
| 6                | Torstein Horgmo    | NOR              | 800              |
| 7                | Ville Paumola      | FIN              | 720              |
| 8                | Torgeir Bergrem    | NOR              | 611              |
| 9                | Philipp Kundratitz | AUT              | 600              |
| 9                | Shaun White        | USA              | 600              |
| 9                | Seppe Smits        | BEL              | 600              |

## Vrouwen

### Uitslagen
Legenda
- PGS = Parallelreuzenslalom
- PSL = Parallelslalom
- SBX = Snowboardcross
- HP = Halfpipe
- SBS = Slopestyle

| Datum                                                                                                  | Plaats           | Onderdeel   | Eerste                                 | Tweede                                                      | Derde                                         |
| --- | ---------------- | ----------- | -------------------------------------- | ----------------------------------------------------------- | --------------------------------------------- |
| 19/08/2013                                                                                             | Cardrona         | SBS         | Jamie Anderson                         | Jenny Jones                                                 | Cheryl Maas                                   |
| 24/08/2013                                                                                             | Cardrona         | HP          | Kelly Clark                            | Cai Xuetong                                                 | Gretchen Bleiler                              |
| 07/12/2013                                                                                             | Montafon         | SBX         | Eva Samková                            | Dominique Maltais                                           | Helene Olafsen                                |
| 08/12/2013                                                                                             | Montafon         | SBX (teams) | Italië Raffaella Brutto Michela Moioli | Verenigde Staten Lindsey Jacobellis Callan Chythlook-Sifsof | Frankrijk Chloé Trespeuch Nelly Moenne-Loccoz |
| 13/12/2013                                                                                             | Ruka             | HP          | Li Shuang                              | Rebecca Sinclair                                            | Clemence Grimal                               |
| 13/12/2013                                                                                             | Carezza          | PGS         | Patrizia Kummer                        | Tomoka Takeuchi                                             | Jekaterina Toedegesjeva                       |
| 14/12/2013                                                                                             | Carezza          | PSL         | Caroline Calvé                         | Jekaterina Toedegesjeva                                     | Selina Jörg                                   |
| 21/12/2013                                                                                             | Copper Mountain  | HP          | Kelly Clark                            | Arielle Gold                                                | Gretchen Bleiler                              |
| 22/12/2013                                                                                             | Copper Mountain  | SBS         | Šárka Pančochová                       | Isabel Derungs                                              | Elena Könz                                    |
| 21/12/2013                                                                                             | Lake Louise      | SBX         | Lindsey Jacobellis                     | Dominique Maltais                                           | Helene Olafsen                                |
| 10/01/2014                                                                                             | Bad Gastein      | PSL         | Patrizia Kummer                        | Ester Ledecká                                               | Marion Kreiner                                |
| 12/01/2014                                                                                             | Bad Gastein      | PSL         | Patrizia Kummer                        | Julia Dujmovits                                             | Ester Ledecká                                 |
| 11/01/2014                                                                                             | Andorra la Vella | SBX         | Dominique Maltais                      | Aleksandra Jekova                                           | Lindsey Jacobellis                            |
| 12/01/2014                                                                                             | Andorra la Vella | SBX         | Eva Samková                            | Dominique Maltais                                           | Lindsey Jacobellis                            |
| 17/01/2014                                                                                             | Stoneham         | HP          | Rana Okada                             | Yuki Furihata                                               | Hikaru Oe                                     |
| 19/01/2014                                                                                             | Stoneham         | SBS         | Christy Prior                          | Cheryl Maas                                                 | Anna Gasser                                   |
| 18/01/2014                                                                                             | Veysonnaz        | SBX         | Afgelast                               | Afgelast                                                    | Afgelast                                      |
| 19/01/2014                                                                                             | Veysonnaz        | SBX (teams) | Afgelast                               | Afgelast                                                    | Afgelast                                      |
| 18/01/2014                                                                                             | Rogla            | PGS         | Ester Ledecká                          | Tomoka Takeuchi                                             | Julia Dujmovits                               |
| 01/02/2014                                                                                             | Sudelfeld        | PGS         | Patrizia Kummer                        | Tomoka Takeuchi                                             | Julia Dujmovits                               |
| 7 tot en met 23 februari 2014: Olympische Winterspelen 2014 in Sotsji (telt niet mee voor wereldbeker) |                  |             |                                        |                                                             |                                               |
| 06/03/2014                                                                                             | Kreischberg      | SBS         | Šárka Pančochová                       | Henna Ikola                                                 | Klaudia Medlová                               |
| 11/03/2014                                                                                             | Veysonnaz        | SBX         | Dominique Maltais                      | Nelly Moenne-Loccoz                                         | Aleksandra Jekova                             |
| 15/03/2014                                                                                             | La Molina        | SBX         | Dominique Maltais                      | Lindsey Jacobellis                                          | Raffaella Brutto                              |

### Eindstanden
| Parallel (PSL/PGS) | Parallel (PSL/PGS)      | Parallel (PSL/PGS) | Parallel (PSL/PGS) |
| #                  | Naam                    | Land               | Punten             |
| ------------------ | ----------------------- | ------------------ | ------------------ |
| 1                  | Patrizia Kummer         | SUI                | 4800               |
| 2                  | Ester Ledecká           | CZE                | 3700               |
| 3                  | Julia Dujmovits         | AUT                | 2730               |
| 4                  | Jekaterina Toedegesjeva | RUS                | 2540               |
| 5                  | Tomoka Takeuchi         | JPN                | 2526               |
| 6                  | Marion Kreiner          | AUT                | 2510               |
| 7                  | Caroline Calvé          | CAN                | 2219               |
| 8                  | Selina Jörg             | GER                | 1928               |
| 9                  | Jekaterina Iljoechina   | RUS                | 1830               |
| 10                 | Ina Meschik             | AUT                | 1660               |

| Freestyle (HP/SBS) | Freestyle (HP/SBS) | Freestyle (HP/SBS) | Freestyle (HP/SBS) |
| #                  | Naam               | Land               | Punten             |
| ------------------ | ------------------ | ------------------ | ------------------ |
| 1                  | Šárka Pančochová   | CZE                | 2720               |
| 2                  | Kelly Clark        | USA                | 2000               |
| 3                  | Cheryl Maas        | NED                | 1800               |
| 4                  | Rebecca Sinclair   | NZL                | 1640               |
| 5                  | Rana Okada         | JPN                | 1520               |
| 6                  | Li Shuang          | CHN                | 1380               |
| 7                  | Christy Prior      | NZL                | 1379               |
| 8                  | Jamie Anderson     | USA                | 1360               |
| 9                  | Yuki Furihata      | JPN                | 1330               |
| 10                 | Sophie Rodriguez   | FRA                | 1220               |

| Snowboardcross (SBX) | Snowboardcross (SBX) | Snowboardcross (SBX) | Snowboardcross (SBX) |
| #                    | Naam                 | Land                 | Punten               |
| -------------------- | -------------------- | -------------------- | -------------------- |
| 1                    | Dominique Maltais    | CAN                  | 5400                 |
| 2                    | Lindsey Jacobellis   | USA                  | 3760                 |
| 3                    | Aleksandra Jekova    | BUL                  | 2850                 |
| 4                    | Yuka Fujimori        | JPN                  | 2450                 |
| 5                    | Eva Samková          | CZE                  | 2430                 |
| 6                    | Nelly Moenne-Loccoz  | FRA                  | 2100                 |
| 7                    | Helene Olafsen       | NOR                  | 2010                 |
| 8                    | Charlotte Bankes     | FRA                  | 1800                 |
| 9                    | Chloé Trespeuch      | FRA                  | 1492                 |
| 10                   | Zoe Gillings         | GBR                  | 1400                 |

| Parallelslalom (PSL) | Parallelslalom (PSL)    | Parallelslalom (PSL) | Parallelslalom (PSL) |
| #                    | Naam                    | Land                 | Punten               |
| -------------------- | ----------------------- | -------------------- | -------------------- |
| 1                    | Patrizia Kummer         | SUI                  | 2400                 |
| 2                    | Ester Ledecká           | CZE                  | 1850                 |
| 3                    | Jekaterina Toedegesjeva | RUS                  | 1380                 |
| 4                    | Marion Kreiner          | AUT                  | 1320                 |
| 5                    | Julia Dujmovits         | AUT                  | 1240                 |
| 6                    | Caroline Calvé          | CAN                  | 1219                 |
| 7                    | Selina Jörg             | GER                  | 1068                 |
| 8                    | Jekaterina Iljoechina   | RUS                  | 1040                 |
| 9                    | Natalja Soboleva        | RUS                  | 950                  |
| 10                   | Nadya Ochner            | ITA                  | 920                  |

| Halfpipe (HP) | Halfpipe (HP)    | Halfpipe (HP) | Halfpipe (HP) |
| #             | Naam             | Land          | Punten        |
| ------------- | ---------------- | ------------- | ------------- |
| 1             | Kelly Clark      | USA           | 2000          |
| 2             | Rebecca Sinclair | NZL           | 1640          |
| 3             | Rana Okada       | JPN           | 1520          |
| 4             | Li Shuang        | CHN           | 1380          |
| 5             | Yuki Furihata    | JPN           | 1330          |
| 6             | Sophie Rodriguez | FRA           | 1220          |
| 7             | Gretchen Bleiler | USA           | 1200          |
| 8             | Cai Xuetong      | CHN           | 1160          |
| 9             | Arielle Gold     | USA           | 1090          |
| 10            | Clémence Grimal  | FRA           | 1079          |

| Parallelreuzenslalom (PGS) | Parallelreuzenslalom (PGS) | Parallelreuzenslalom (PGS) | Parallelreuzenslalom (PGS) |
| #                          | Naam                       | Land                       | Punten                     |
| -------------------------- | -------------------------- | -------------------------- | -------------------------- |
| 1                          | Patrizia Kummer            | SUI                        | 2400                       |
| 2                          | Tomoka Takeuchi            | SUI                        | 2400                       |
| 3                          | Ester Ledecká              | CZE                        | 1850                       |
| 4                          | Julia Dujmovits            | AUT                        | 1490                       |
| 5                          | Marion Kreiner             | AUT                        | 1190                       |
| 6                          | Jekaterina Toedegesjeva    | RUS                        | 1160                       |
| 7                          | Ina Meschik                | AUT                        | 1100                       |
| 8                          | Caroline Calvé             | CAN                        | 1000                       |
| 9                          | Selina Jörg                | GER                        | 860                        |
| 10                         | Isabella Laböck            | GER                        | 820                        |

| Slopestyle (SBS) | Slopestyle (SBS) | Slopestyle (SBS) | Slopestyle (SBS) |
| #                | Naam             | Land             | Punten           |
| ---------------- | ---------------- | ---------------- | ---------------- |
| 1                | Šárka Pančochová | CZE              | 2500             |
| 2                | Cheryl Maas      | NED              | 1800             |
| 3                | Christy Prior    | NZL              | 1379             |
| 4                | Jamie Anderson   | USA              | 1360             |
| 5                | Anna Gasser      | SUI              | 1119             |
| 6                | Anna Gyarmati    | HUN              | 1070             |
| 7                | Elena Könz       | SUI              | 1069             |
| 8                | Henna Ikola      | FIN              | 880              |
| 9                | Klaudia Medlová  | SVK              | 876              |
| 10               | Jenna Blasman    | CAN              | 810              |